# Il cerchio celtico
Il cerchio celtico (titolo originale Den keltiska ringen) è un romanzo del 1992 dell'autore svedese Björn Larsson. In Italia è stato pubblicato nel 2000 dalla casa editrice Iperborea, che si occupa in particolare di autori nordici.

## Trama
Sul traghetto quasi vuoto che lo riporta in Danimarca, Ulf, uno skipper svedese che vive a bordo del Rustica, incontra uno straniero, uno scozzese di nome MacDuff, anch'egli un marinaio. 
La discussione fra MacDuff ed Ulf si concentra su un finlandese di nome Pekka, giunto qualche mese prima in Scozia a bordo di un catamarano e che, secondo MacDuff, potrebbe essere rientrato in Danimarca dopo aver attraversato una seconda volta il mare del Nord.
Dopo essere sbarcato ed aver lasciato MacDuff, Ulf incontra nel porto proprio Pekka, visibilmente impaurito da qualcuno, il quale consegna il suo giornale di bordo ad Ulf. A bordo della barca di Pekka c'è anche una donna.
Il giornale di bordo di Pekka riporta i dati della navigazione del catamarano fra Finlandia e Scozia, però da un certo punto in poi inizia a raccontare di altre vicende, legate all'incontro fra Pekka e MacDuff, a Mary, la donna di MacDuff, ai luoghi della tradizione celtica. Il racconto di Pekka si fa via via più confuso e misterioso, ed il mistero sembra legato a ciò che viene chiamato da Pekka il cerchio celtico.

## Edizioni
- Björn Larsson, Il cerchio celtico, traduzione di Katia De Marco, Iperborea, 2000,  p. 416, ISBN 978-88-7091-087-2.